# Silver Surfer
Silver Surfer —también conocido en Hispanoamérica como Surfista de Plata, Surfista Plateado o Deslizador de plata; y en España como Estela Plateada— es un personaje ficticio de cómic del Universo Marvel creado por Jack Kirby. Su primera aparición fue en Los 4 Fantásticos n.° 48 (marzo de 1966). El personaje también aparece en adaptaciones al cine, la televisión y los videojuegos.
El Silver Surfer es un extraterrestre humanoide con piel metálica que puede viajar a través del espacio con la ayuda de su nave, similar a una tabla de surf. Originalmente un joven astrónomo de nombre Norrin Radd en el planeta Zenn-La, salvó a su planeta de Galactus, el devorador de planetas, sirviendo como su heraldo. Recibiendo a cambio una porción del Poder cósmico de Galactus, adquirió un inmenso poder, un nuevo cuerpo y una nave espacial similar a una tabla de surf en la que puede viajar más rápido que la luz. Conocido ahora como el Silver Surfer, vagó por el cosmos en busca de planetas para que Galactus consumiera. Cuando sus viajes le llevaron a la Tierra, conoció a los Cuatro Fantásticos, quienes le ayudaron a redescubrir su nobleza de espíritu. Traicionando a Galactus, salvó a la Tierra, pero fue exiliado a este planeta como castigo.
El personaje no se encontraba en el guion original enviado por Stan Lee a Jack Kirby para que lo dibujara, pero el dibujante pensó que un personaje de tanta importancia como Galactus debía tener un heraldo que le anunciara y sirviera, por lo que ideó el personaje. La idea le gustó mucho a Stan Lee, quien acabó por tener un especial cariño por el personaje, guionizando su primera serie, en la cual haría su primera aparición en el universo Marvel un personaje tan importante como Mefisto, que en su primera aparición secuestraba a Shalla-Bal, el gran amor de Silver Surfer.
En 2011, IGN ubicó al Silver Surfer en la posición 41 de su lista de «100 Mejores Superhéroes de los Cómics». El personaje fue interpretado por Doug Jones, con voz de Laurence Fishburne, en la película de 2007 Los 4 Fantásticos y Silver Surfer.

## Historia
Originalmente llamado Norrin Radd, era un joven astrónomo del planeta Zenn-la, planeta próspero en donde se inculcaba el pacifismo. Él aceptó servir a Galactus, el devorador de planetas, para evitar que este se alimentara de su planeta y asimismo poder conducir a Galactus a planetas donde no hubiera vidas para que pudiera devorarlos. Galactus le concedió poderes cósmicos, un aspecto plateado y una tabla de surf como vehículo (apariencia que Radd soñaba desde niño). Silver Surfer vagó por el universo buscando planetas deshabitados, pero con suficiente energía como para alimentar a Galactus, lo cual le resultó extremadamente difícil, por lo que empezó a ofrecerle planetas con vida poco desarrollada, pero tenía remordimientos por ello. Galactus lo manipuló telepáticamente para que no tuviera esos remordimientos y Silver Surfer comenzó a ofrecerle toda clase de planetas. Entre estos, encontró la Tierra.
Una vez en la Tierra, Silver Surfer recordó cuál era su objetivo y se dio cuenta de que había sido utilizado por Galactus como una marioneta sin voluntad, gracias a la conversación que mantuvo con Alicia Masters. Más tarde, Galactus, enfurecido porque Silver Surfer lo traicionó protegiendo la Tierra (porque Los Cuatro Fantásticos lo convencieron de que no le entregara el planeta a Galactus), lo condenó a quedarse en la Tierra para siempre. Silver Surfer intentó romper la barrera de Galactus en vano. Durante el tiempo en que Silver Surfer duró en la Tierra aprendió a amar la vida en todas sus formas. Más adelante Silver Surfer llegó a salir de la Tierra con la ayuda de Los Cuatro Fantásticos solo para saber que Galactus, cobrando venganza por haberlo traicionado, había destruido su planeta. Llevando una pesada carga en su corazón, desde entonces vaga libremente como el protector del Universo. De nuevo volando por los confines del espacio conoció a Nova, la nueva heraldo de Galactus con quien inició una relación sentimental. Más tarde, cuando los Primigenios del Universo se aliaron contra Galactus, Silver Surfer recibió la ayuda de Mantis, la Maddona Celestial, juntos se enfrentaron al complot de los Primigenios que los llevó a apoderarse de las Gemas del Infinito. Después, cuando Thanos resucitó, se convirtió en un peligroso oponente para Silver Surfer, hasta que consiguió reunir las seis Gemas del Infinito y proclamarse amo del Universo durante la crisis conocida como el Guantelete del Infinito. Silver Surfer vio cómo sus poderes eran insuficientes para combatir al Titán Loco y fue gracias a la reaparición de Adam Warlock que Thanos pudo ser derrotado. Más tarde, al descubrir que el nuevo heraldo de Galactus era el demente Morg, Silver Surfer se aliaría con el resto de los antiguos heraldos para hacerle frente. Morg fue derrotado, no sin que antes consiguiera matar a Nova con su hacha. Poco después descubrió la existencia de un poderoso ser llamado Tirano. Silver Surfer se alió con Ganímedes, Legado y Sota de Corazones para hacerle frente.
En la serie Planet Hulk se ve que al pasar el portal que lo lleva al Planeta Sakaar, debilitado por el portal le pusieron un disco de obediencia y que suprime sus poderes cósmicos para pelear contra Hulk y a los Warbound. En la batalla Silver Surfer iba acabando uno por uno a los Warbound hasta que Hiroim atacó a Silver Surfer quien bloqueó su ataque con facilidad pero solo fue una distracción para que bajara la guardia y Hulk aprovechara ese momento de descuido de Silver Surfer y atacarlo. Esta no fue la única ocasión en la que pelearon ya que en la serie de Hulk hubo varios enfrentamientos saliendo generalmente victorioso Silver Surfer quien en una ocasión logró absorber de Hulk toda su radiación gamma y utilizarla para volverse más poderoso y así intentar atravesar la Barrera que Galactus había colocado alrededor del planeta Tierra, lo cual logró por breves segundos ya que al ver como caía agonizante Bruce Banner sin su habilidad para volverse Hulk, Silver Surfer no tuvo más remedio que regresar y salvarlo devolviéndole la radiación gamma que le había quitado.

## Poderes y habilidades
Poderes cósmicos, que le otorgan:
- Puede volar también sin su tabla

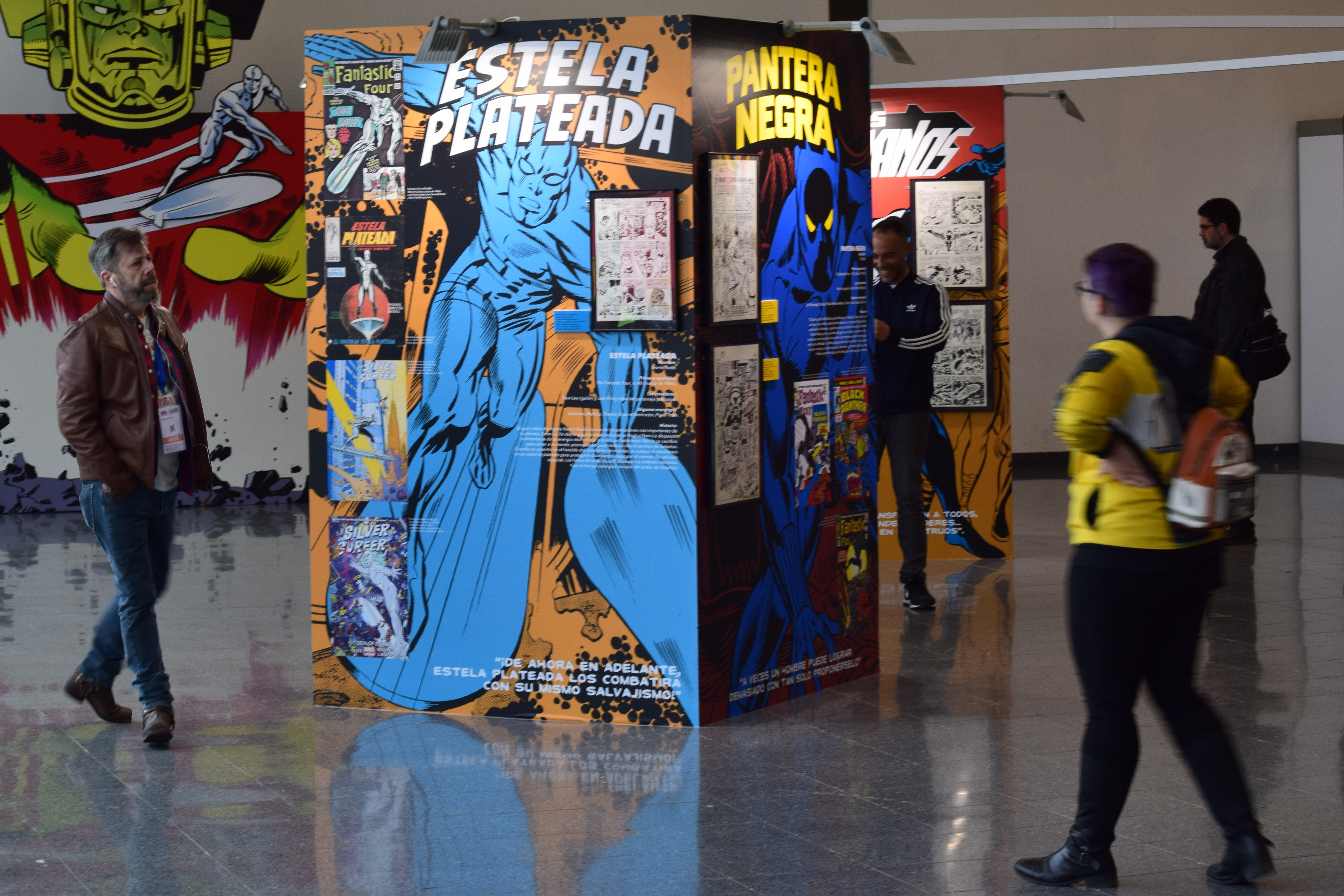
Imagen del Salón Internacional del Cómic de Barcelona en 2019. Estela Plateada y Pantera Negra.

- Agilidad, fuerza y reflejos sobrehumanos.
- Piel plateada casi impenetrable.
- Absorber energía cósmica de gran potencia (para expulsarla en forma de rayo o para almacenarla en su cuerpo incrementando su energía)
- Rastrear pequeños objetos perdidos en el espacio.
- Transformar la materia en energía cósmica y viceversa.
- Crear armas o utensilios.
- Curar heridas.
- Ver el pasado.
- Manipulación molecular
- Regeneración.
- Transportación interdimensional.
- Control del tiempo (por breves momentos).
- Traspasar la materia
- Ver en la oscuridad
- Gran capacidad psíquica (capaz de contactarse con cualquier ser a una gran distancia)

Silver Surfer tiene los poderes cósmicos gracias a que Galactus se los concedió como heraldo. Tiene la capacidad de reunir energía cósmica del ambiente para concentrarla en su cuerpo a voluntad o lanzarla violentamente. Puede absorber una estrella (o cualquier cosa cósmica del ambiente) y lanzarla por sus manos en forma de rayo, o si no quedarse la energía cósmica que absorbió para aumentar sus poderes Silver Surfer puede sobrevivir a casi cualquier tipo de ataque físico.
Es más rápido que la velocidad de la luz y eso es lo que lo permite dominar el tiempo (por breves momentos) y viajar entre las dimensiones. Tiene una afinidad especial para la energía vital de los seres, y puede utilizar su energía cósmica para aumentarla en cierto grado. Puede utilizar su energía para revitalizar energías vitales y curar al herido, pero no puede crear vida o resucitar a los muertos. Silver Surfer también puede estar en una temperatura de 20.000 grados sin que le pase nada, puede reunir energía psiónica capaz de destruir una ciudad entera y su manipulación molecular le permite modificar la materia y, según su diseño, también puede incrementar su tamaño y su fuerza.

## Enemigos
- Galactus
- Mephisto
- Thanos
- Drax el Destructor
- Pip el troll
- Morg
- Firelord
- Overlord
- Blackheart
- Equinox
- Dr. Doom
- Carnage

## Aliados
- Adam Warlock
- Terrax
- Los 4 Fantásticos
- Spider-Man
- Los Defensores
- Los Vengadores

## En otros medios

### Cine
- En verano de 2007, se estrenó la película Los 4 Fantásticos y Silver Surfer donde tiene un papel protagonista. Fue interpretado por Doug Jones,[4] sin embargo, su voz fue hecha por Laurence Fishburne.[5] En esta continuidad, los orígenes y poderes del Surfer son similares a los de su encarnación de cómic, en el que él se compromete a convertirse en heraldo de Galactus a cambio de la seguridad de su mundo natal y la mujer que amaba. Hasta que al final, lo traiciona y se sacrifica al destruir a Galactus, pero resulta que Surfer sobrevivió al final.
- Julia Garner fue la encargada de interpretar a Silver Surfer en la película The Fantastic Four: First Steps (2025), centrada a la historia del Universo Cinematográfico de Marvel.

### Televisión
- La primera aparición animada de Silver Surfer fue en la serie animada Fantastic Four de Hanna-Barbera (que siguió de cerca el cómic de Marvel), contó con la voz de Vic Perrin.
- También hizo varias apariciones en la versión de 1994 de la serie animada (que era parte de The Marvel Action Hour), expresada por Robin Sachs en la primera temporada, y luego Edward Albert en el último episodio de la segunda. Esta serie se mantuvo fiel a la historia del cómic original, relatando a Surfer y Galactus viniendo a la Tierra en un episodio de dos partes, así como el robo de los poderes de Surfer por parte del Doctor Doom.
- En 1998 se transmitió internacionalmente por la cadena Fox Kids Silver Surfer, la cual constó de una sola temporada de 13 episodios que relataban desde su origen, hasta su batalla con Thanos en el Nexo extra-espacio/temporal. El final de esta serie proponía una continuación inmediata en una segunda temporada que nunca fue producida, debido por problemas de presupuesto, aunque los libretos de esta fueron escritos, hasta el que hubiese sido el capítulo 22.
- En 2010, Marvel lanzó una serie animada basada en la famosa colección de figuras de acción de 2 pulgadas de Hasbro: "Marvel The Super Hero Squad Show". En esta serie, Esta versión de él tiene un acento literal de "tipo surfista", y en un principio es mucho más amigable para los niños, aunque los episodios posteriores lo ubican bajo la influencia de las Gemas del Infinito y la Espada y desarrolla una personalidad Dark Surfer. Esta persona toma el control del Surfer en la segunda mitad de la Temporada 2. Como Dark Surfer, roba el Guante del Infinito del villano principal de la primera mitad, Thanos, lo sella en la Gema Alma, y combina su poder con el del poderoso elemento de enfoque de la primera temporada, la Espada Infinita. Luego utiliza el poder de ambos elementos para destruir dos tercios del universo, separar a los miembros del escuadrón a través del multiverso y enviar a la Tierra más lejos del Sol, para que el planeta pueda congelarse hasta la muerte. Una vez que el escuadrón se reúne, hacen que su objetivo sea detener al Dark Surfer. En el episodio final, su personaje de Dark Surfer es destruido y se purifica cuando sus poderosos objetos se rompen en numerosos Fractales infinitos y se extienden por todo el universo, todo mientras se repara el daño que causó el Dark Surfer. De vuelta a la normalidad, Silver Surfer se disculpa por su comportamiento como Dark Surfer y promete reunirse con el escuadrón, después de que él paga su deuda.
- En 2013, aparece en la segunda temporada de la serie Hulk y los Agentes de S.M.A.S.H. en el tercer episodio, "El Miedo hecho Realidad". Hay una referencia por Hulk en la que Silver Surfer es un viejo amigo suyo. Los Agentes de S.M.A.S.H. encuentran a Silver Surfer en el que está luchando contra Null y se golpeó accidentalmente a cabo por los Agentes de S.M.A.S.H. Cuando Silver Surfer recupera la conciencia, ayuda a los Agentes de S.M.A.S.H. a luchar contra el Null. Después de que Null es derrotado, Silver Surfer cierra el agujero de gusano a la Tierra desde el otro lado donde él hace voto a los Agentes de S.M.A.S.H. que va a contar toda la Tierra sobre sus hazañas contra Null.

### Videojuegos
- Silver Surfer aparece en los videojuegos The Silver Surfer Video Game (Software Creations para la Nintendo de 8 bits en 1990), Marvel: Ultimate Alliance, Los 4 Fantásticos y Silver Surfer, Marvel Superhero Squad Online, Marvel Super Hero Squad: The Infinity Gauntlet, Marvel Super Hero Squad y Lego Marvel Super Heroes.
- Silver Surfer tuvo que aparecer en la secuencia final de Zero en Ultimate Marvel vs. Capcom 3.
- Silver Surfer es un personaje jugable en Marvel Future Fight.
- Silver Surfer aparece como personaje jugable en el juego Fortnite: Battle Royale, el cual solo se puede adquirir en la tienda de objetos del juego, también viene incluido con un ala delta de su característica tabla de surf (además de que la misma aparece en el mapa como arma mítica) y un pico de recolección.
- Silver Surfer es un personaje jugable en Marvel Contest of Champions.

### Música
- Silver Surfer aparece en la portada del disco Surfing With the Alien, de Joe Satriani, lanzado en 1987.
- El grupo español Los Vegetales compuso la canción "Estela plateada" dedicada a Silver Surfer.
- La banda Veintiuno hace referencia a este superhéroe en el tema "Estela plateada" del álbum "Gourmet".